# Tapinocyba emertoni
Tapinocyba emertoni là một loài nhện trong họ Linyphiidae.
Loài này thuộc chi Tapinocyba. Tapinocyba emertoni được miêu tả năm 1942 bởi Barrows & Wilton Ivie.